# Sidónio Muralha
Sidónio Muralha fue un escritor portugués nacido el 28 de julio de 1920 en Madragoa, Lisboa y fallecido en Curitiba, Paraná, Brasil el 8 de diciembre de 1982.
Se unió al movimiento neo-realista y grupos lisboetas de esta corriente de la literatura, donde junto con Armindo Rodrigues fue una de las principales figuras. También formó parte del denominado Novo Cancioneiro, que reúne las obras de varios autores, donde se cuestionaba el régimen de Salazar. También ha escrito poesía para niños.

## Obra
- Beco (1941)
- Passagem de Nível (1942)
- Companheiro dos Homens (1950)
- Bichos, Bichinhos e Bicharocos, Os Olhos das Crianças (1963)
- 26 Sonetos (1979).